# Dieter Birnbacher
Dieter Birnbacher (* 21. November 1946 in Dortmund)  ist ein deutscher Philosoph mit dem Schwerpunkt Ethik.

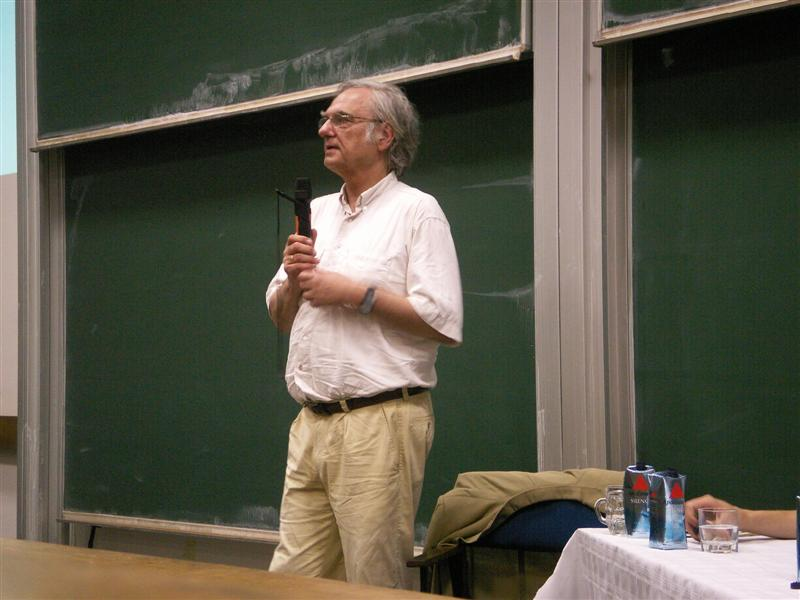
Dieter Birnbacher

## Leben
Birnbacher studierte Philosophie, Anglistik und  Allgemeine Sprachwissenschaft in Düsseldorf, Cambridge und Hamburg. 1969 erwarb er den B. A. in Cambridge. 1973 erfolgte die Promotion in Hamburg. Von 1973 bis 1993 war er Wissenschaftlicher Assistent bzw. Akademischer Rat in Hannover und Essen. Im Zeitraum 1974–1985 wirkte er in der Arbeitsgruppe Umwelt Gesellschaft Energie an der Universität-Gesamthochschule Essen mit. Seine Habilitation erfolgte 1988 in Essen. 1993 wurde er Professor für Philosophie an der Universität Dortmund. Seit 1996 war er Professor für Philosophie an der Universität Düsseldorf, 2012 wurde er emeritiert.
Birnbacher ist Mitglied verschiedener philosophischer Vereinigungen sowie der Ethikkommission der Medizinischen Fakultät der Universität Düsseldorf und des Wissenschaftlichen Beirats der Giordano-Bruno-Stiftung. Er ist Vizepräsident der Deutschen Gesellschaft für Humanes Sterben sowie Vizepräsident der Schopenhauer-Gesellschaft. Seit 2004 gehört er außerdem der Leopoldina an. Die Philosophische Fakultät der Westfälischen Wilhelms-Universität Münster verlieh ihm 2012 die Ehrendoktorwürde. 2016 war er zu Gast in der SWR1-Sendung Leute. Seit 2020 ist er Mitglied im Beirat des Hans-Albert-Instituts.

## Positionen
In Bezug auf die Menschenwürde unterschied Dieter Birnbacher vier, die Grundrechte ausmachenden Elemente; Versorgung mit den biologisch notwendigen Existenzmitteln, Freiheit von starkem und fortdauerndem Schmerz, minimale Freiheit und minimale Selbstachtung.
Birnbacher wurde zu einer der zentralen Figuren eines Streits, bei dem es um die Altersbestimmung bei Flüchtlingen ging. Er hatte im Sommer 2015 nach einem Artikel in der FAZ im Zuge der Flüchtlingskrise in Deutschland eine „Berliner Erklärung“ unterzeichnet, in der festgestellt wurde, dass Gutachten zur Altersbestimmung mit einer hohen Ungenauigkeit behaftet seien. Er war zur gleichen Zeit auch Vorsitzender der Ethikkommission der Ärztekammer, die 2016 eine ähnlich lautende Schlussfolgerung zum Thema veröffentlichte, der durch die Deutsche Gesellschaft für Rechtsmedizin eine falsche Studienlage vorgeworfen und von der Teile als „rational nicht nachvollziehbar“ beschrieben wurden. Eine ideologische Beeinflussung der Kommission wurde von Birnbacher später zurückgewiesen.

## Forschungsgebiete
- Methoden- und Sachfragen der Naturethik: Hierbei befasst er sich mit ethischen Begründungen für den Artenschutz, der Reichweite von Pflichten gegenüber leidensfähigen Tieren sowie Begründungsproblemen der Naturethik.
- Ethische und anthropologische Grundlagen- und Anwendungsprobleme der modernen Medizin (Organtransplantation, Prädiktive Medizin, Reproduktionsmedizin, Sterbehilfe, Verteilungsgerechtigkeit im Gesundheitssystem). Ein Schwerpunkt ist dabei die Rolle der Bioethik zwischen akademischer praktischer Philosophie und politischer Praxis. Weiterhin untersucht er Methodenfragen der Medizinethik und der angewandten Ethik.
- Anthropologie: Im Vordergrund stehen Fragen zum Status von Qualia und zum Emergenzbegriff sowie Emotionstheorien.
- Schopenhauer: Hier untersucht er insbesondere Schopenhauers Leib-Seele-Identitätstheorie aus dem Blickwinkel der modernen  Neurophilosophie.
- Didaktik der Philosophie: Gemeinsam mit Ekkehard Martens begleitete Birnbacher einen Schulversuch zur praktischen Philosophie in Nordrhein-Westfalen. Die Einrichtung des Schulfachs Praktische Philosophie in Nordrhein-Westfalen ist wesentlich Birnbachers Initiative zu verdanken.[4]

## Schriften

### Monografien (Auswahl)
- Die Logik der Kriterien. Analysen zur Spätphilosophie Wittgensteins. Meiner, Hamburg 1974, ISBN 3-7873-0333-2.
- Verantwortung für zukünftige Generationen. Reclam, Stuttgart 1988, ISBN 3-15-008447-4.
- Tun und Unterlassen. Reclam, Stuttgart 1995, ISBN 3-15-009392-9.
- Analytische Einführung in die Ethik. De Gruyter, Berlin 2003, ISBN 3-11-017625-4.
- Bioethik zwischen Natur und Interesse. Mit einer Einleitung von Andreas Kuhlmann. Suhrkamp, Frankfurt/M. 2006, ISBN 3-518-29372-9.
- Natürlichkeit. De Gruyter, Berlin 2006, ISBN 978-3-11-018554-6. 2014 in englischer Übersetzung: Naturalness. Is the ’Natural’ Preferable to the ’Artificial’? University Press of America, Lanham/MD.
- Schopenhauer (= Grundwissen Philosophie). Reclam, Stuttgart 2009, ISBN 978-3-15-020327-9.
- mit David Hommen: Negative Kausalität. De Gruyter, Berlin 2012, ISBN 978-3-11-029502-3.
- Klimaethik: Nach uns die Sintflut? Reclam, Stuttgart 2016, ISBN 978-3-15-011079-9.
- Tod. De Gruyter, Berlin 2017, ISBN 978-3-11-053344-6.

### Aufsätze (Auswahl)
- Ökologie, Ethik und neues Handeln. Drei Leitvorstellungen eines ökologischen Umgangs mit der Natur. In: Herbert Stachowiak (Hrsg.): Pragmatik. Band 3, Meiner, Hamburg 1989, ISBN 3-7873-0731-1, S. 393–417.
- mit Wolfgang Klitzsch, Ulrich Langenberg und Utako Birgit Barnikol: Umgang mit Demenzpatienten. Gemeinsam verantwortete Entscheidungen. In: Deutsches Ärzteblatt. Band 112, 2015, S. A-514 f.

### Herausgeberschaft und Übersetzungen
- (Hrsg. mit Norbert Hoerster) Texte zur Ethik. DTV,  München 1976 (13. Auflage 2007).
- John Stuart Mill: Der Utilitarismus. Übersetzung, Anmerkungen und Nachwort von Dieter Birnbacher. Reclam, Stuttgart 1976.
- (Hrsg. mit Klaus M. Meyer-Abich) Was braucht der Mensch um glücklich zu sein. Bedürfnisforschung und Konsumkritik. Beck, München 1979.
- (Hrsg.) Ökologie und Ethik. Reclam, Stuttgart 1980.
- (Hrsg. mit Armin Burkhardt) Sprachspiel und Methode. Zum Stand der Wittgenstein-Diskussion. De Gruyter, Berlin 1985.
- (Hrsg.) Schopenhauer in der Philosophie der Gegenwart. Königshausen & Neumann, Würzburg 1996.
- (Hrsg.) Ökophilosophie. Reclam, Stuttgart 1997.
- (Hrsg.) Bioethik als Tabu? Toleranz und ihre Grenzen. Lit, Münster 2000.
- (Hrsg.)  Schopenhauers Wissenschaftstheorie: Der „Satz vom Grund“. Königshausen & Neumann, Würzburg 2015.
- John Stuart Mill/Harriet Taylor Mill: Die Unterwerfung der Frauen. Übersetzung, Anmerkungen und Nachwort von Dieter Birnbacher. Reclam, Stuttgart 2020.